# 一般均衡
一般均衡（いっぱんきんこう,英: general equilibrium）とは、ミクロ経済学、特に価格理論のアプローチの一つである。主として1つの財の市場における価格と需給量の決定をあつかう「部分均衡分析」に対し、多くの財をふくむ市場全体における価格と需給量の同時決定を扱う理論を「一般均衡分析」と呼ぶ（ただし、部分均衡は注目する財以外をまとめて一つの財として捉え、明示的ではないがその均衡を考えていることになるため、一般均衡分析でもある）。
レオン・ワルラスが1870年代に創始し、パレートによって継承され発展したローザンヌ学派が確立し、1950年代にケネス・アロー、ジェラール・ドブルー、ライオネル・マッケンジー、二階堂副包らの貢献により現在の整合的な分析手法となった。
消費者や生産者がすべての財の価格を与えられた「プライステイカー」として行動する完全競争市場の一般均衡モデルは、消費者や生産者の効用関数や生産関数を特定化しなくても、凸解析や不動点定理などでかなりの分析が可能な数学的に優れた構造を持つ。すべての財の市場の需給が一致する競争均衡価格の存在定理や、競争均衡における資源配分がパレート最適であることを言った「厚生経済学の第一定理」などが、一般均衡分析の重要な定理として知られている。これらの定理は仮定から結論を導く数学的な証明を追うことで理解可能であるが、2財2消費者を図示したエッジワースボックスでも直感的な理解は可能である。
一方、非競争的な市場の分析で、同一市場内で製品差別のない寡占の分析は、完全競争市場の一般均衡ではなく、非協力ゲーム理論によるものが主流になっている。

## 主な文献
- Debreu, G. Theory of Value: An Axiomatic Analysis of Economic Equilibrium (Cowles Foundation Monographs Series), (Yale University Press 1959). 丸山徹訳『価値の理論　―経済均衡の公理的分析』（東洋経済新報社）, 1977年
- Arrow, K. J. and Hahn, F. H. General Competitive Analysis, North-Holland, 1971
- Balasko, Y. General Equilibrium Theory of Value, Princeton University Press, 2011